# Phthiria lanigera
Phthiria lanigera är en tvåvingeart som beskrevs av Mario Bezzi 1921. Phthiria lanigera ingår i släktet Phthiria och familjen svävflugor. Inga underarter finns listade i Catalogue of Life.